# Rio Resurrection
O rio Resurrection é um curso de água de grande porte localizado na Península de Kenai, no estado do Alasca, Estados Unidos. Nasce nas proximidades do Lago Upper Russian, nas Montes Kenai, e percorre cerca de 35 quilômetros até desaguar na Baía Resurrection, próxima à cidade de Seward.
Parte do curso do rio atravessa o Parque Nacional dos Fiordes de Kenai. Há registros de garimpo aluvionar de pequena escala na confluência do rio Resurrection com o Placer Creek.

## Pesca
A prática da pesca é permitida nos trechos inferiores do rio Resurrection. Tanto o rio quanto a Baía Resurrection apresentam uma pesca produtiva de salmão-prateado, cujo pico ocorre durante o mês de agosto.
Além disso, o rio abriga pescarias de salmão-rei e salmão-vermelho.